# Doris Bartholomew
Doris Aileen Bartholomew (1930) es una lingüista estadounidense, especializada en la investigación de la lexicografía, lingüística histórica y lingüística descriptiva de las lenguas de México, en particular las lenguas otomangues.

## Biografía
Como estudiante asistió al Columbia Bible College en Columbia (Carolina del Sur), donde se graduó en 1952.  Llevó a cabo sus estudios de doctorado en la Universidad de Chicago, donde finalizó en 1965. Su tesis hizo referencia a la reconstrucción y lingüística histórica de las lenguas otopameanas. Bartholomew llevó a cabo el trabajo de campo lingüístico entre diferentes comunidades indígenas mexicanas, mientras al mismo tiempo coordinaba los trabajos para la publicación del diccionario bilingüe de SIL International. También dio conferencias a tiempo parcial en lingüística en El Colegio de México. Las extensas publicaciones de Bartholomew en lenguas mesoamericanas abarcan cinco décadas de investigación activa. También ha publicado numerosos trabajos sobre lenguas zapotecas y otomí. Ha sido redactora jefe y directora de publicaciones para el Instituto Lingüístico de Verano (ILV), del grupo incorporado en México a SIL International.

## Artículos y obras destacadas
- Bartholomew, Doris (1960). «Some revisions of Proto-Otomi consonants». International Journal of American Linguistics (en inglés) 26 (3): 317-329. JSTOR 1263552.
- — (1968). «Concerning the Elimination of Nasalized Vowels in Mezquital Otomi». International Journal of American Linguistics (en inglés) 34 (3): 215-217. JSTOR 1263568. doi:10.1086/465017.
- — (1963). «El limosnero y otros cuentos en otomí». Tlalocan 4: 120-24.
- — (1979). «Review of Otomi Parables, Folktales, and Jokes by H. Russell Bernard; Jesús Salinas Pedraza». International Journal of American Linguistics (en inglés) 45 (1): 94-97. doi:10.1086/465579.
- — (1963).  University of Chicago, ed. The Reconstruction of Otopamean (Mexico) (en inglés).